# Erik Morán
Erik Morán Arribas (Portugalete, 25 mei 1991) is een Spaans voetballer die bij voorkeur als defensieve middenvelder speelt. Hij stroomde in 2009 door vanuit de jeugd van Athletic Bilbao.

## Clubcarrière
Morán kwam in 2004 in de jeugdopleiding van Athletic Bilbao terecht. Hij debuteerde voor Athletic Bilbao op 28 november 2012 in de Europa League tegen het Israëlische Hapoel Ironi Kiryat Shmona. Op 14 april 2013 debuteerde hij in de Primera División tegen Real Madrid. In augustus 2013 werd hij definitief bij het eerste elftal gehaald. Hij ondertekende een nieuw contract dat hem tot 2015 aan de club verbond en kreeg het rugnummer 5 toegewezen.

## Interlandcarrière
Morán speelde twee interlands voor Spanje -17, drie voor Spanje -18 en een voor Spanje -19.
1 Álvarez  ·
2 Zedadka ·
3 Amador ·
5 Grau ·
6 Francés ·
7 Valera ·
8 Aguado ·
9 Azón ·
10 Guti ·
11 Mesa ·
12 Bakış ·
13 Poussin ·
14 Serrano ·
15 Mouriño ·
17 Nieto ·
18 Gámez ·
19 Vallejo ·
20 Mollejo ·
21 Moya ·
22 Lecoeuche ·
23 Enrich ·
24 López ·
25 Badia ·
35 Rebollo ·
Coach: Velázquez